# Централна Северногерманска равнина
Централната Северногерманска равнина (на немски: Zentrales Norddeutsches Tiefland) е равнина в северна Германия.
Тя включва средната част на Северногерманската равнина - ивица с ширина около 150 километра между границите на Германия с Нидерландия и Полша, между крайбрежните низини на Северно и Балтийско море и областта Льосбьорден.